# Independent Spirit de melhor atriz
O Prêmio Independent Film Spirit de Melhor Atriz é um dos prêmios anuais do Independent Spirit, concedidos às melhores atrizes em um papel principal de cada ano.
Notas:
- † Indica uma vencedora do Oscar de Melhor Atriz.
- ‡ Indica uma indicada ao Oscar de Melhor Atriz.

## Vencedora e nomeadas

### Anos 1980
| Ano  | Vencedora           | Filme                 | Papel           | Ref.  |
| ---- | ------------------- | --------------------- | --------------- | ----- |
| 1986 | Geraldine Page †    | The Trip to Bountiful | Carrie Watts    | [ 1 ] |
| 1987 | Isabella Rossellini | Blue Velvet           | Dorothy Vallens | [ 2 ] |
| 1988 | Sally Kirkland ‡    | Anna                  | Anna            | [ 3 ] |
| 1989 | Jodie Foster        | Five Corners          | Linda           | [ 4 ] |

### Anos 1990
| Ano  | Vencedora           | Filme                   | Papel                        | Ref.          |
| ---- | ------------------- | ----------------------- | ---------------------------- | ------------- |
| 1990 | Andie MacDowell     | Sex, Lies and Videotape | Ann Bishop Mullany           | [ 5 ]         |
| 1991 | Anjelica Huston ‡   | The Grifters            | Lilly Dillon                 | [ 6 ]         |
| 1992 | Judy Davis          | Impromptu               | George Sand / Aurore         | [ 7 ]         |
| 1993 | Fairuza Balk        | Gas Food Lodging        | Shade                        | [ 8 ]         |
| 1994 | Ashley Judd         | Ruby in Paradise        | Ruby Lee Gissing             | [ 9 ]         |
| 1995 | Linda Fiorentino    | The Last Seduction      | Bridget Gregory / Wendy Kroy | [ 10 ]        |
| 1996 | Elizabeth Shue ‡    | Leaving Las Vegas       | Sera                         | [ 11 ]        |
| 1997 | Frances McDormand † | Fargo                   | Marge Gunderson              | [ 12 ]        |
| 1998 | Julie Christie ‡    | Afterglow               | Phyllis Mann                 | [ 13 ] [ 14 ] |
| 1999 | Ally Sheedy         | High Art                | Lucy Berliner                | [ 15 ] [ 16 ] |

### Anos 2000
| Ano  | Vencedora e nomeadas    | Filme                   | Papel                       | Ref.                 |
| ---- | ----------------------- | ----------------------- | --------------------------- | -------------------- |
| 2000 | Hilary Swank            | Boys Don't Cry          | Brandon Teena †             | [ 17 ]               |
| 2000 | Diane Lane              | A Walk on the Moon      | Pearl Kantrowitz            | [ 17 ]               |
| 2000 | Janet McTeer            | Tumbleweeds             | Mary Jo Walker ‡            | [ 17 ]               |
| 2000 | Susan Traylor           | Valerie Flake           | Valerie Flake               | [ 17 ]               |
| 2000 | Reese Witherspoon       | Election                | Tracy Flick                 | [ 17 ]               |
| 2001 | Ellen Burstyn           | Requiem for a Dream     | Sara Goldfarb ‡             | [ 18 ]               |
| 2001 | Joan Allen              | The Contender           | Laine Hanson ‡              | [ 18 ]               |
| 2001 | Sanaa Lathan            | Love & Basketball       | Monica Wright               | [ 18 ]               |
| 2001 | Laura Linney            | You Can Count On Me     | Samantha "Sammy" Prescott ‡ | [ 18 ]               |
| 2001 | Kelly Macdonald         | Two Family House        | Mary O'Neary                | [ 18 ]               |
| 2002 | Sissy Spacek            | In the Bedroom          | Ruth Fowler ‡               | [ 19 ] [ 20 ] [ 21 ] |
| 2002 | Kim Dickens             | Things Behind the Sun   | Sherry                      | [ 19 ] [ 20 ] [ 21 ] |
| 2002 | Molly Parker            | The Center of the World | Florence                    | [ 19 ] [ 20 ] [ 21 ] |
| 2002 | Tilda Swinton           | The Deep End            | Margaret Hall               | [ 19 ] [ 20 ] [ 21 ] |
| 2002 | Kerry Washington        | Lift                    | Niecy                       | [ 19 ] [ 20 ] [ 21 ] |
| 2003 | Julianne Moore          | Far from Heaven         | Cathy Whitaker ‡            | [ 22 ] [ 23 ] [ 24 ] |
| 2003 | Jennifer Aniston        | The Good Girl           | Justine Last                | [ 22 ] [ 23 ] [ 24 ] |
| 2003 | Maggie Gyllenhaal       | Secretary               | Lee Holloway                | [ 22 ] [ 23 ] [ 24 ] |
| 2003 | Catherine Keener        | Lovely & Amazing        | Michelle Marks              | [ 22 ] [ 23 ] [ 24 ] |
| 2003 | Parker Posey            | Personal Velocity       | Greta Herskowitz            | [ 22 ] [ 23 ] [ 24 ] |
| 2004 | Charlize Theron         | Monster                 | Aileen Wuornos †            | [ 25 ] [ 26 ]        |
| 2004 | Agnes Bruckner          | Blue Car                | Megan Denning               | [ 25 ] [ 26 ]        |
| 2004 | Zooey Deschanel         | All the Real Girls      | Noel                        | [ 25 ] [ 26 ]        |
| 2004 | Samantha Morton         | In America              | Sarah ‡                     | [ 25 ] [ 26 ]        |
| 2004 | Elisabeth Moss          | Virgin                  | Jessie Reynolds             | [ 25 ] [ 26 ]        |
| 2005 | Catalina Sandino Moreno | Maria Full of Grace     | María Álvarez ‡             | [ 27 ]               |
| 2005 | Kimberly Elise          | Woman Thou Art Loosed   | Michelle Jordan             | [ 27 ]               |
| 2005 | Vera Farmiga            | Down to the Bone        | Irene Morrison              | [ 27 ]               |
| 2005 | Judy Marte              | On the Outs             | Oz                          | [ 27 ]               |
| 2005 | Kyra Sedgwick           | Cavedweller             | Delia Byrd                  | [ 27 ]               |
| 2006 | Felicity Huffman        | Transamerica            | Bree ‡                      | [ 28 ] [ 29 ]        |
| 2006 | Dina Korzun             | Forty Shades of Blue    | Laura                       | [ 28 ] [ 29 ]        |
| 2006 | Laura Linney            | The Squid and the Whale | Joan Berkman                | [ 28 ] [ 29 ]        |
| 2006 | S. Epatha Merkerson     | Lackawanna Blues        | Rachel "Nanny" Crosby       | [ 28 ] [ 29 ]        |
| 2006 | Cyndi Williams          | Room                    | Julia Barker                | [ 28 ] [ 29 ]        |
| 2007 | Shareeka Epps           | Half Nelson             | Drey                        | [ 30 ] [ 31 ]        |
| 2007 | Catherine O'Hara        | For Your Consideration  | Marilyn Hack                | [ 30 ] [ 31 ]        |
| 2007 | Elizabeth Reaser        | Sweet Land              | Young Inge                  | [ 30 ] [ 31 ]        |
| 2007 | Michelle Williams       | Land of Plenty          | Lana                        | [ 30 ] [ 31 ]        |
| 2007 | Robin Wright            | Sorry, Haters           | Phoebe Torrence             | [ 30 ] [ 31 ]        |
| 2008 | Elliot Page             | Juno                    | Juno MacGuff ‡              | [ 32 ] [ 33 ]        |
| 2008 | Angelina Jolie          | A Mighty Heart          | Mariane Pearl               | [ 32 ] [ 33 ]        |
| 2008 | Sienna Miller           | Interview               | Katya                       | [ 32 ] [ 33 ]        |
| 2008 | Parker Posey            | Broken English          | Nora Wilder                 | [ 32 ] [ 33 ]        |
| 2008 | Tang Wei                | Lust, Caution           | Wong Chia Chi / Mak Tai Tai | [ 32 ] [ 33 ]        |
| 2009 | Melissa Leo             | Frozen River            | Ray Eddy ‡                  | [ 34 ] [ 35 ]        |
| 2009 | Summer Bishil           | Towelhead               | Jasira Maroun               | [ 34 ] [ 35 ]        |
| 2009 | Anne Hathaway           | Rachel Getting Married  | Kym Buchman ‡               | [ 34 ] [ 35 ]        |
| 2009 | Tarra Riggs             | Ballast                 | Marlee                      | [ 34 ] [ 35 ]        |
| 2009 | Michelle Williams       | Wendy and Lucy          | Wendy Carroll               | [ 34 ] [ 35 ]        |

### Anos 2010
| Ano  | Vencedora e nomeadas    | Filme                                     | Personagem                        | Ref.          |
| ---- | ----------------------- | ----------------------------------------- | --------------------------------- | ------------- |
| 2010 | Gabourey Sidibe         | Precious                                  | Claireece "Precious" Jones ‡      | [ 36 ] [ 37 ] |
| 2010 | Maria Bello             | Downloading Nancy                         | Nancy Stockwell                   | [ 36 ] [ 37 ] |
| 2010 | Nisreen Faour           | Amreeka                                   | Muna Farah                        | [ 36 ] [ 37 ] |
| 2010 | Helen Mirren            | The Last Station                          | Sophia Tolstaya ‡                 | [ 36 ] [ 37 ] |
| 2010 | Gwyneth Paltrow         | Two Lovers                                | Michelle Rausch                   | [ 36 ] [ 37 ] |
| 2011 | Natalie Portman †       | Black Swan                                | Nina Sayers                       | [ 38 ] [ 39 ] |
| 2011 | Annette Bening ‡        | The Kids Are All Right                    | Dra. Nicole "Nic" Allgood         | [ 38 ] [ 39 ] |
| 2011 | Greta Gerwig            | Greenberg                                 | Florence Marr                     | [ 38 ] [ 39 ] |
| 2011 | Nicole Kidman ‡         | Rabbit Hole                               | Becca Corbett                     | [ 38 ] [ 39 ] |
| 2011 | Jennifer Lawrence ‡     | Winter's Bone                             | Ree Dolly                         | [ 38 ] [ 39 ] |
| 2011 | Michelle Williams ‡     | Blue Valentine                            | Cindy Hellers                     | [ 38 ] [ 39 ] |
| 2012 | Michelle Williams ‡     | My Week with Marilyn                      | Marilyn Monroe                    | [ 40 ] [ 41 ] |
| 2012 | Lauren Ambrose          | Think of Me                               | Angela                            | [ 40 ] [ 41 ] |
| 2012 | Rachael Harris          | Natural Selection                         | Linda                             | [ 40 ] [ 41 ] |
| 2012 | Adepero Oduye           | Pariah                                    | Alike                             | [ 40 ] [ 41 ] |
| 2012 | Elizabeth Olsen         | Martha Marcy May Marlene                  | Martha                            | [ 40 ] [ 41 ] |
| 2013 | Jennifer Lawrence †     | Silver Linings Playbook                   | Tiffany Maxwell                   | [ 42 ] [ 43 ] |
| 2013 | Linda Cardellini        | Return                                    | Kelli                             | [ 42 ] [ 43 ] |
| 2013 | Emayatzy Corinealdi     | Middle of Nowhere                         | Ruby                              | [ 42 ] [ 43 ] |
| 2013 | Quvenzhané Wallis ‡     | Beasts of the Southern Wild               | Hushpuppy                         | [ 42 ] [ 43 ] |
| 2013 | Mary Elizabeth Winstead | Smashed                                   | Kate Hannah                       | [ 42 ] [ 43 ] |
| 2014 | Cate Blanchett †        | Blue Jasmine                              | Jeanette "Jasmine" Francis        | [ 44 ] [ 45 ] |
| 2014 | Julie Delpy             | Before Midnight                           | Céline                            | [ 44 ] [ 45 ] |
| 2014 | Gaby Hoffmann           | Crystal Fairy                             | Crystal Fairy                     | [ 44 ] [ 45 ] |
| 2014 | Brie Larson             | Short Term 12                             | Grace                             | [ 44 ] [ 45 ] |
| 2014 | Shailene Woodley        | The Spectacular Now                       | Aimee Finecky                     | [ 44 ] [ 45 ] |
| 2015 | Julianne Moore †        | Still Alice                               | Dra. Alice Howland                | [ 46 ]        |
| 2015 | Marion Cotillard        | The Immigrant                             | Ewa Cybulska                      | [ 46 ]        |
| 2015 | Rinko Kikuchi           | Kumiko, the Treasure Hunter               | Kumiko                            | [ 46 ]        |
| 2015 | Jenny Slate             | Obvious Child                             | Donna Stern                       | [ 46 ]        |
| 2015 | Tilda Swinton           | Only Lovers Left Alive                    | Eve                               | [ 46 ]        |
| 2016 | Brie Larson †           | Room                                      | Joy "Ma" Newsome                  | [ 47 ]        |
| 2016 | Cate Blanchett ‡        | Carol                                     | Carol Aird                        | [ 47 ]        |
| 2016 | Rooney Mara ‡           | Carol                                     | Therese Belivet                   | [ 47 ]        |
| 2016 | Bel Powley              | The Diary of a Teenage Girl               | Minnie Goetze                     | [ 47 ]        |
| 2016 | Kitana Kiki Rodriguez   | Tangerine                                 | Sin-Dee Rella                     | [ 47 ]        |
| 2017 | Isabelle Huppert ‡      | Elle                                      | Michèle Leblanc                   | [ 48 ]        |
| 2017 | Annette Bening          | 20th Century Women                        | Dorothea Fields                   | [ 48 ]        |
| 2017 | Sasha Lane              | American Honey                            | Star                              | [ 48 ]        |
| 2017 | Ruth Negga ‡            | Loving                                    | Mildred Loving                    | [ 48 ]        |
| 2017 | Natalie Portman ‡       | Jackie                                    | Jacqueline Kennedy                | [ 48 ]        |
| 2018 | Frances McDormand       | Three Billboards Outside Ebbing, Missouri | Mildred Hayes †                   | [ 49 ]        |
| 2018 | Salma Hayek             | Beatriz at Dinner                         | Beatriz                           | [ 49 ]        |
| 2018 | Margot Robbie           | I, Tonya                                  | Tonya Harding ‡                   | [ 49 ]        |
| 2018 | Saoirse Ronan           | Lady Bird                                 | Christine "Lady Bird" McPherson ‡ | [ 49 ]        |
| 2018 | Shinobu Terajima        | Oh Lucy!                                  | Setsuko Kawashima / Lucy          | [ 49 ]        |
| 2018 | Regina Williams         | Life and Nothing More                     | Regina                            | [ 49 ]        |
| 2019 | Glenn Close             | The Wife                                  | Joan Castleman ‡                  | [ 50 ]        |
| 2019 | Toni Collette           | Hereditary                                | Annie Graham                      | [ 50 ]        |
| 2019 | Elsie Fisher            | Eighth Grade                              | Kayla Day                         | [ 50 ]        |
| 2019 | Regina Hall             | Support the Girls                         | Lisa Conroy                       | [ 50 ]        |
| 2019 | Helena Howard           | Madeline's Madeline                       | Madeline                          | [ 50 ]        |
| 2019 | Carey Mulligan          | Wildlife                                  | Jeanette Brinson                  | [ 50 ]        |